# Tren Groc
El Tren Groc (en francès Train Jaune) o Tren Groc de la Cerdanya, també conegut com la Línia de Cerdanya o més popularment com el canari de muntanya, és una línia de ferrocarril de via mètrica (via estreta d'un metre d'ample) gestionat per la SNCF a través de la marca regional TER d'Occitània. Connecta les comarques de la Cerdanya i el Conflent (a la Catalunya del Nord), des de Vilafranca de Conflent fins a l'estació de la Tor de Querol, via Font-romeu, resseguint el curs de la Tet i, al vessant cerdà, evitant curosament l'enclavament de Llívia. A Vilafranca de Conflent connecta amb el tren d'ample internacional procedent de Perpinyà; i a la Tor de Querol, amb el procedent de Tolosa i Paris i el d'ample ibèric de Renfe Operadora (Rodalies R3) procedent de l'Hospitalet de Llobregat i Barcelona per la via de Vic, Ripoll i Puigcerdà.

## Història
El projecte neix de la intenció d'unir Perpinyà amb la Cerdanya i així amb la projectada línia transpirinenca entre Barcelona i Tolosa de Llenguadoc. Per aquest motiu, la línia va ser classificada d'interès general pel govern francès, que es va fer càrrec de l'obra i adjudicà l'explotació a la companyia de ferrocarril du Midi et du Canal latéral à la Garonne. A causa de les característiques del terreny, que requerien una forta inversió en túnels, es va decidir que el tram a partir de Vilafranca fos d'ample mètric i separat de la línia Vilafranca-Perpinyà, d'ample internacional.
Les obres de construcció va començar l'any 1903. Els treballs es van veure afectats per un greu accident durant proves de càrrega del pont Gisclard, en el qual van perdre la vida 6 persones, un dels quals l'artífex del seu disseny Albert Gisclard.

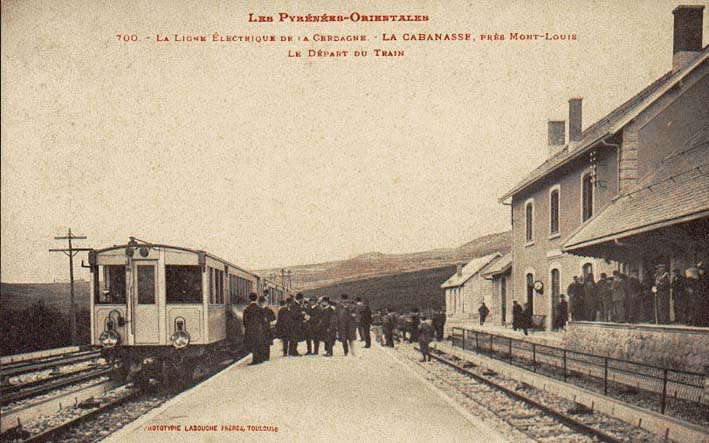
La línia arriba a Montlluís el 1910

El 1910 es va inaugurar el tram Vilafranca-Montlluís i mesos més tard, ja el 1911, arribà fins a la Guingueta d'Ix.
El tram final, fins a la Tor de Querol, es va completar l'any 1927, fet que suposava la connexió amb la línia d'ample ibèric fins a Barcelona. 2 anys més tard es completava la línia entre Tolosa i la Tor de Querol d'ample internacional.
La companyia ferroviària du Midi, el 1934. s'ajunta amb la de Paris à Orleans per a l'explotació conjunta de les línies que administraven. El 1938 es nacionalitzà el ferrocarril i la SNCF prengué el control de la línia.

## Infraestructura

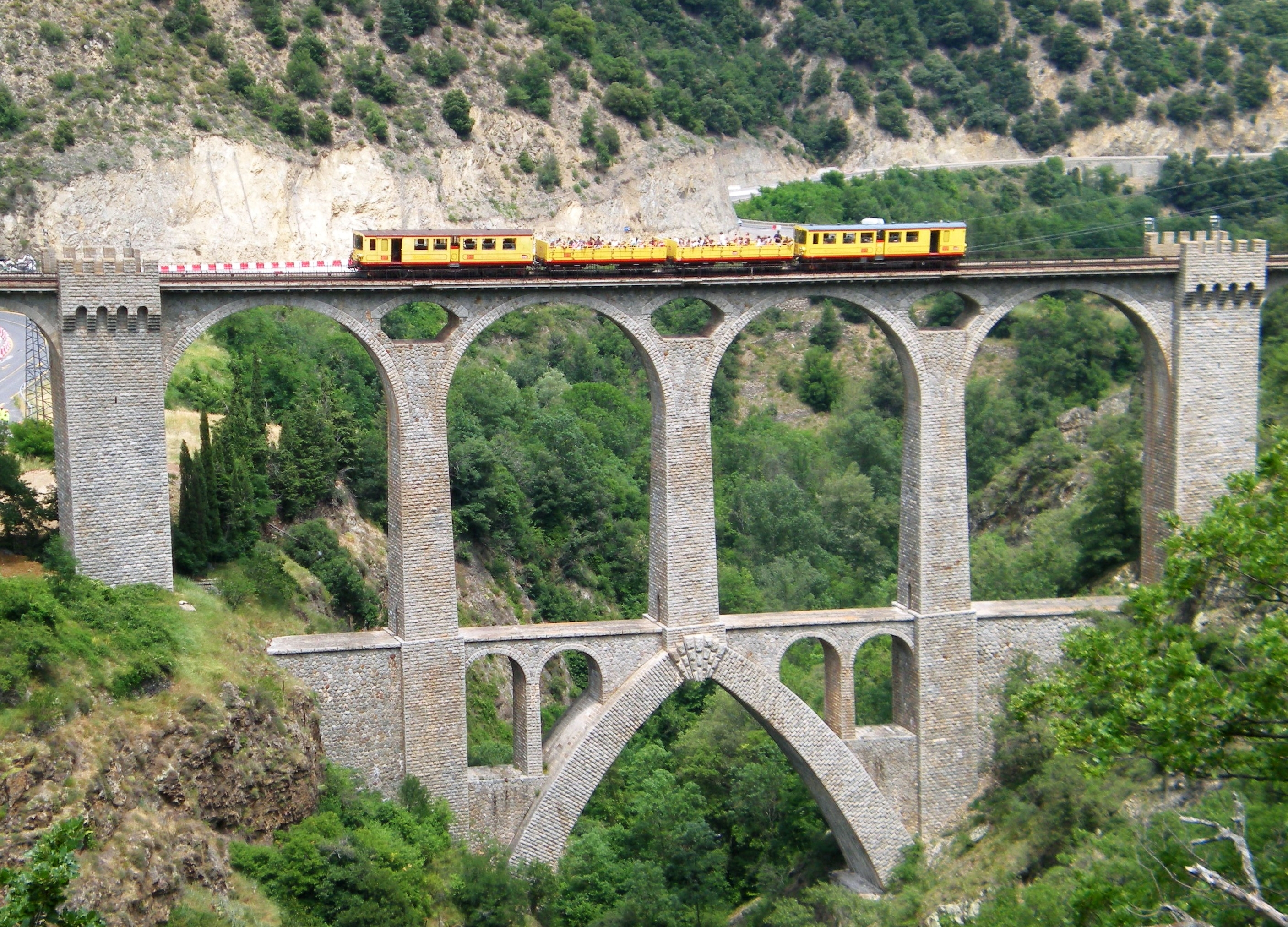
El Pont Séjourné.

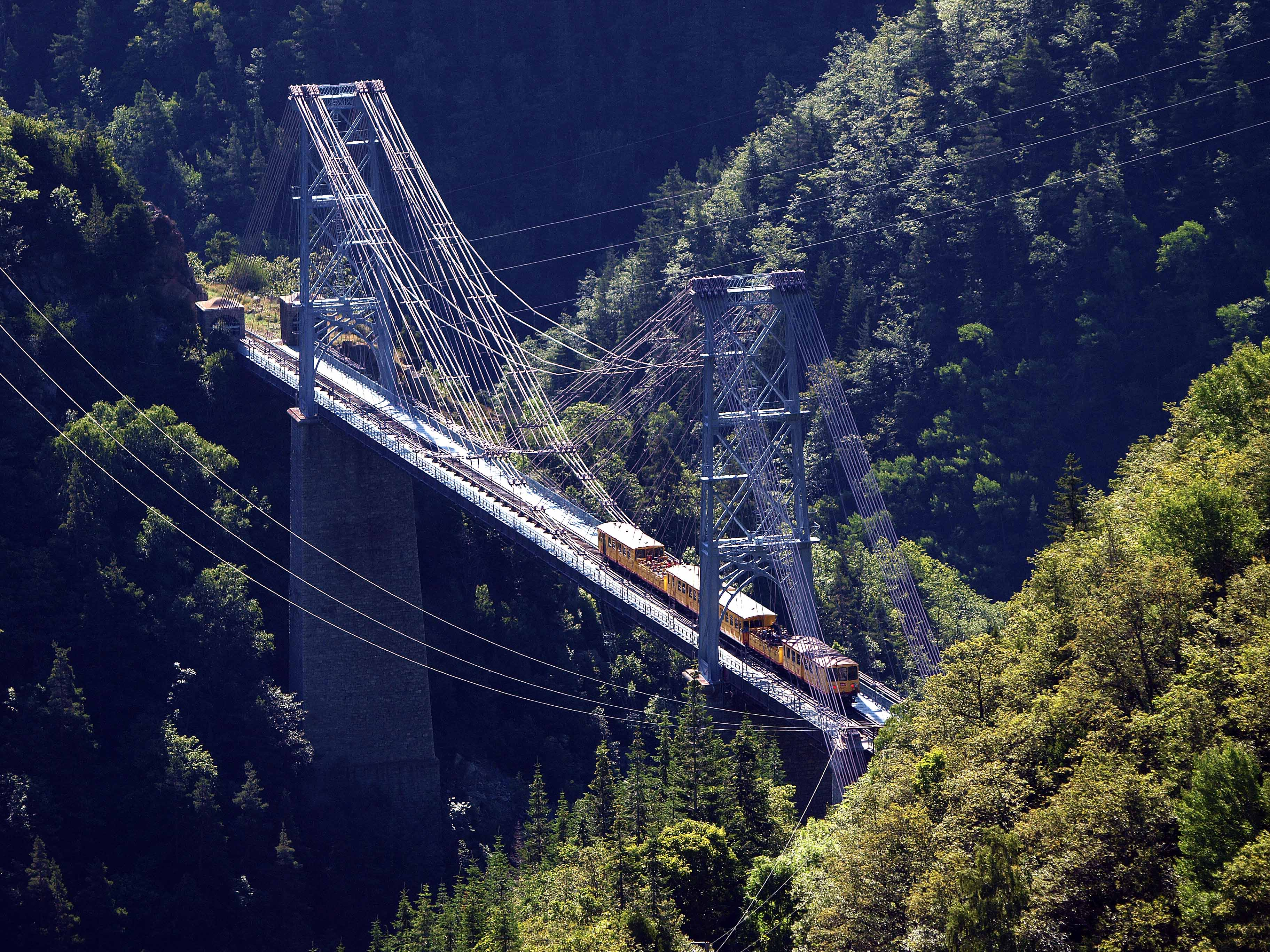
El Pont Gisclard.

Fa 62,5 quilòmetres de llargària i puja des dels 427 metres d'altitud a Vilafranca fins als 1593 metres a Bolquera-Eina (al coll de la Perxa), que és l'estació ferroviària més alta de la xarxa SNCF. Això fa que les rampes al voltant d'aquest coll tinguin un desnivell sostingut d'un 6%. Des d'aquest punt inicia un fort descens fins a la Guingueta d'Ix, situada a 1143 metres.
El final de línia a la Tor de Querol és a 1230 metres sobre el nivell del mar. Hi coincideixen 3 amples de via diferents: 1000 mm, 1435 mm i 1668 mm.
Hi destaquen dos viaductes per la importància tant tècnica com arquitectural. El primer, al punt quilomètric 18, és el Pont de Fontpedrosa o Séjourné, de 65 metres d'alçada sobre el riu Tet i de 236 metres de llargària, que forma arcs en 2 nivells. 7 km més endavant hi ha a el Pont de la Casssanya o Gisclard, que és un pont suspès de 253 metres de llargària, que també creua el riu. És l'únic pont suspés que queda en actiu per a servei ferroviari a tot França.
El recorregut comprèn 19 túnels, el més llarg dels quals fa 334 metres i és situat al punt quilòmetric 59 i anomenat Pla de Llaurà.
Els trens són elèctrics, alimentats per un corrent continu de 850 volts mitjançant un tercer rail lateral. L'electricitat prové de generadors hidroelèctrics al riu Tet, alimentats per set subestacions elèctriques. Tot aquest sistema hidràulic funciona gràcies a la presa de la Bollosa, que va ser construïda per a alimentar el ferrocarril.

## Material mòbil

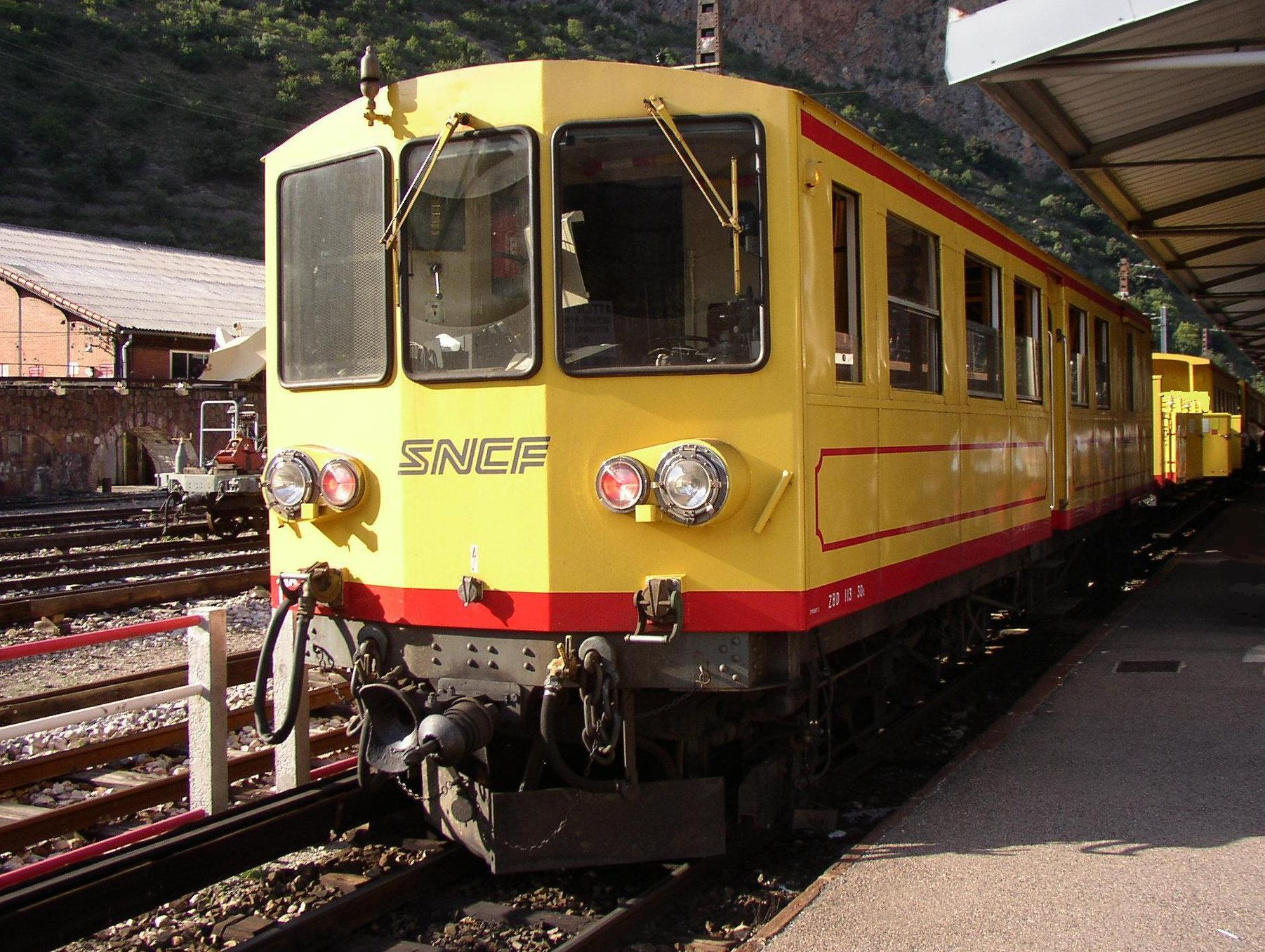
Automotor Z100.

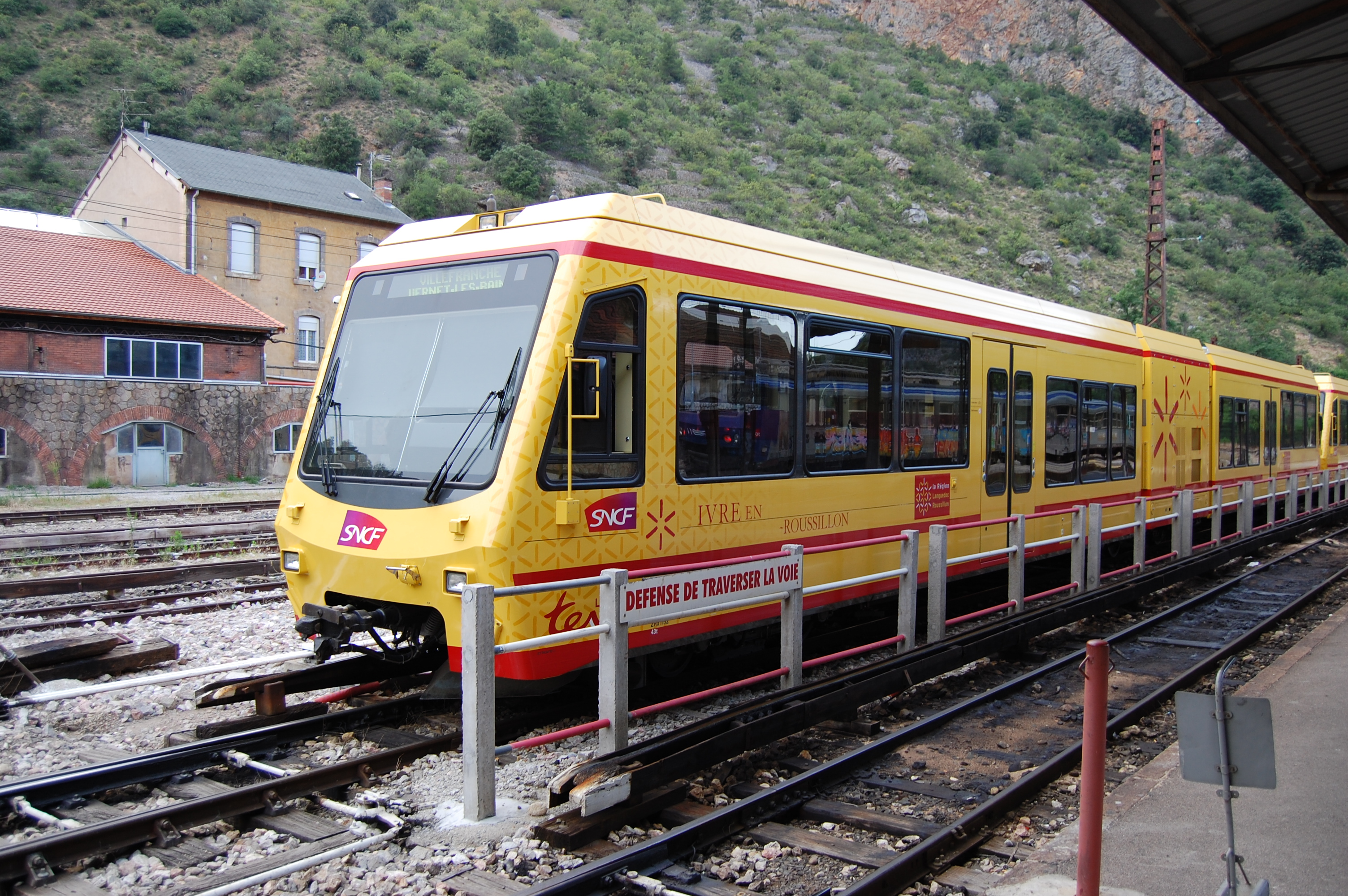
Automotor Z150.

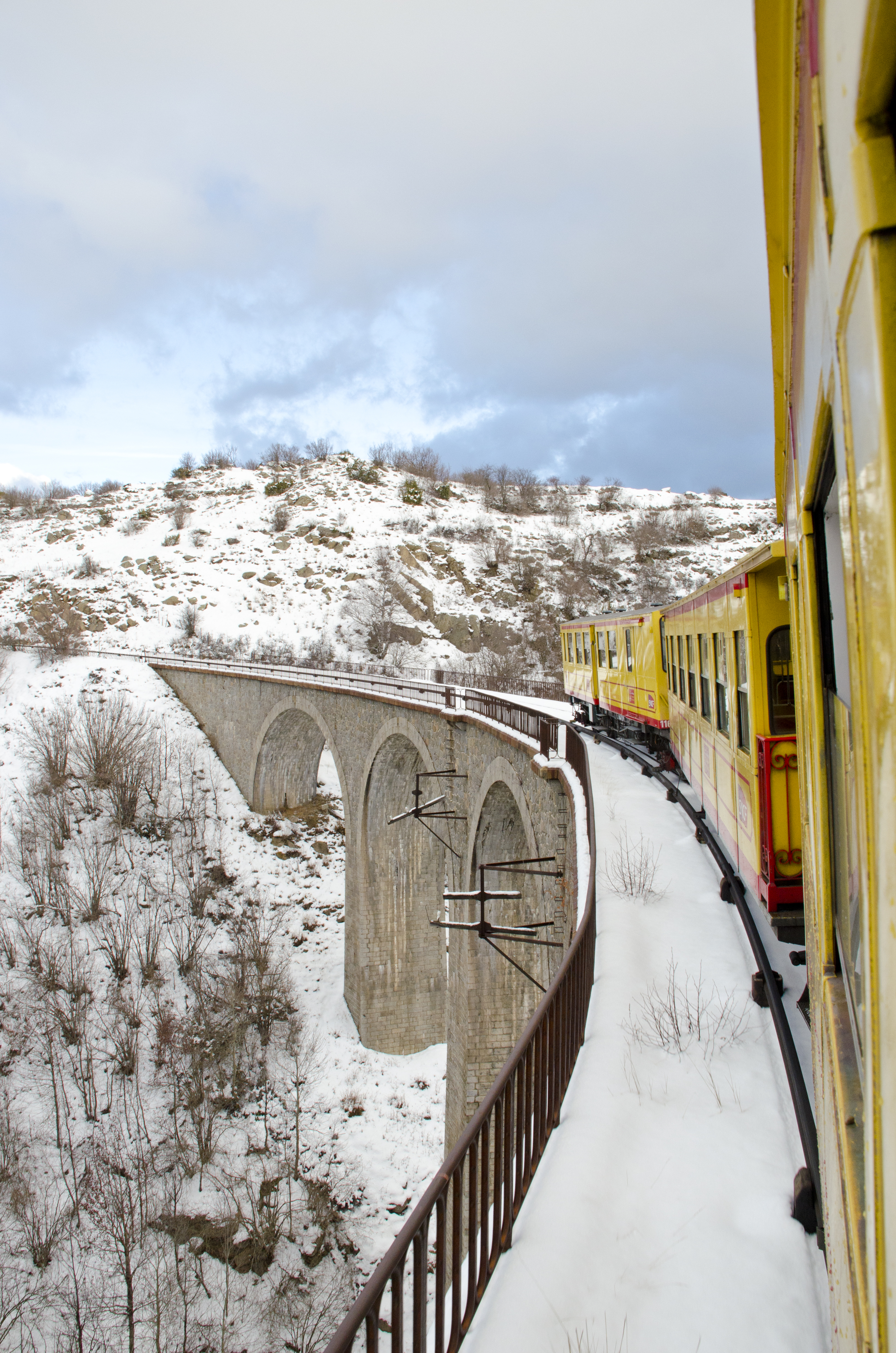

Els trens construïts el 1908, que van inaugurar la ruta, encara resten en servei. Es tracta de 13 automotors anomenats Z100, construïts per SACM, tot i que originalment n'hi havia 18. Entre 1963 i 1968 van ser renovats; també entre 1984 i 1988 van ser millorats per segon cop. El 2004 s'hi van afegir 2 nous automotors, construïts per Stadler GTW, amb la denominació de Z150, que destaquen per les seves finestres panoràmiques.
Els trens són pintats amb els colors groc i vermell de la bandera catalana que han donat el nom a la línia. La majoria d'aquests trens disposen de vagons coberts i de vagons descoberts, ja que avui dia gran part del seu ús és purament turístic. L'accidentat terreny de la línia fa que la velocitat màxima dels trens sigui de 55 quilòmetres per hora.